# 164.º División de Infantería (Alemania)

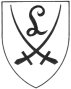
Emblema.

La 164.ª División de Infantería fue una unidad del Heer en la Segunda Guerra Mundial. En un principio se había creado como 164.ª División de Infantería en noviembre de 1939. En enero de 1942, y tras la consolidación de la incautación de la isla por parte de las fuerzas del Eje durante la Batalla de Creta, la 164.ª se reorganizó como División de Fortaleza "Kreta". En agosto de 1942 la primitiva división se dividió para formar la Brigada de Fortaleza "Kreta" y la 164.ª División Ligera "Afrika", quedando dicha brigada con servicio de guarnición en la isla de Creta y siendo enviada la recién formada división a la Campaña en África del Norte.
La 164.ª División Ligera "Afrika" luchó denodamente contra un enemigo superior en número en El Alamein y sufrió fuertes bajas en la obligada retirada hacia el oeste. Fue enviada a Trípoli para su reorganización, pero los recursos necesarios no estaban disponibles, por lo que fue enviada a Túnez para construir fortificaciones que contuvieran el avance del VIII Ejército británico. Tras duros combates recibió un severo castigo por parte de las fuerzas británicas, que destruyó su capacidad combativa casi en su totalidad, por lo que los restos de la división fueron hechos prisioneros cuando las fuerzas del Eje en el norte de África, al mando del coronel general Jürgen von Arnim, se rindieron en mayo al comandante supremo aliado, general Dwight David Eisenhower.

## Comandantes
Sus comandantes fueron:
10 de agosto de 1942: coronel Carl-Hans Lungershausen. 
31 de agosto de 1942: coronel Hermann Hans Hecker.  
9 de septiembre de 1942: coronel Carl-Hans Lungershausen.
6 de diciembre de 1942: coronel Karl Theodor Siegfried Westphal.
1 de enero de 1943: mayor general Kurt Freiherr von Liebenstein.
16 de enero de 1943: coronel Becker.
17 de febrero de 1943: mayor general Fritz Krause.
13 de marzo de 1943: mayor general Kurt Freiherr von Liebenstein.